# 공기펌프자리 왜소은하
공기펌프자리 왜소 은하(Antlia Dwarf)는 공기펌프자리 방향으로 약 430만 광년 떨어진 왜소타원은하이다. 국부 은하군에서 가장 멀리 있는 은하 중 하나다. 공기펌프자리 왜소 은하는 작은 막대 나선 은하다. NGC 3109와 조석력에 의한 상호 작용을 하고 있다고 여겨진다.

## 역사
공기펌프자리 왜소 은하는 1999년 Alan Whiting, George Hau, Mike Irwin에 의해 발견되었다.